# Pete.
Pour les articles homonymes, voir Pete.
Pete. est un groupe de rock américain.

## Discographie
Album Pete. (2001) :
- Sweet Daze
- Drugstore Alibi
- Burn
- Untied
- Cold Cocked
- Awake
- Life is a Joke
- Is She Coming Up
- All Love Is A Lie
- Discontent
- Bury Me